# Drycothaea gaucha
Drycothaea gaucha är en skalbaggsart som beskrevs av Maria Helena M. Galileo och Martins 2008. Drycothaea gaucha ingår i släktet Drycothaea och familjen långhorningar. Inga underarter finns listade i Catalogue of Life.